# کوگارچی
کوگارچی (انگلیسی: Kugarchi) یک شهرک در شهرستان زیانچورینسکی استان باشقیرستان کشور روسیه است.